# Peter Serkin
Peter Serkin (New York, 24 luglio 1947 – Red Hook, 1º febbraio 2020) è stato un pianista statunitense.

## Biografia
Figlio del pianista Rudolf Serkin e nipote del violinista Adolf Busch, mentre sua madre Irene Busch era stata anch'essa una violinista nel Busch Quartet, Peter entrò all'età di undici anni al Curtis Institute of Music, dove tra gli altri aveva insegnato suo padre.
Collaborò con molti musicisti e con complessi di fama ed inoltre fu uno dei membri fondatori del TASHI. Incise musica classica per diverse etichette discografiche.
Nel novembre 1959 suonò con una orchestra da camera nel primo concerto nella Carnegie Hall di New York dove nel 1965 tenne il suo primo recital. Nel 1966 vinse il Grammy Award al miglior nuovo artista di musica classica per l'album J. S. Bach - Goldberg Variations del 1965 per la RCA Victor Red Seal. Nel 1968 partecipò al Festival dei Due Mondi di Spoleto con l'artista Rudi Stern. Nel 1983 suonò nella prima esecuzione assoluta nella Symphony Hall di Boston del Concerto per pianoforte e orchestra di Peter Lieberson diretto da Seiji Ozawa.
Viveva nel Massachusetts con la moglie Regina ed i loro cinque figli. È morto nello stato di New York il 1º febbraio 2020 all'età di 72 anni per un tumore del pancreas.